# Xã Big Lake, Quận Mississippi, Arkansas
Xã Big Lake (tiếng Anh: Big Lake Township) là một xã thuộc quận Mississippi, tiểu bang Arkansas, Hoa Kỳ. Năm 2010, dân số của xã này là 4.468 người.